# Escut de Vacarisses

Escut oficial de Vacarisses

L'escut oficial de Vacarisses té el següent blasonament:
Escut caironat: d'argent, una vaca de gules. Per timbre, una corona mural de poble.

## Història
Va ser aprovat el 28 de setembre de 1984 i publicat al DOGC el 14 de novembre del mateix any amb el número 485.
La vaca és el senyal parlant tradicional de l'escut del poble.